# Pararivetina fraseri
Pararivetina fraseri är en bönsyrseart som beskrevs av Max Beier 1931. Pararivetina fraseri ingår i släktet Pararivetina och familjen Mantidae. Inga underarter finns listade i Catalogue of Life.